# اقسام الزربة (حبيش)

تعديل مصدري - تعديل

اقسام الزربة محلة تابعة لقرية المنزل، التابعة لعزلة بني معين بمديرية حبيش إحدى مديريات محافظة إب في الجمهورية اليمنية، بلغ تعداد سكانها 54 حسب تعداد اليمن لعام 2004.